# Wohnhaus Schnoor 11

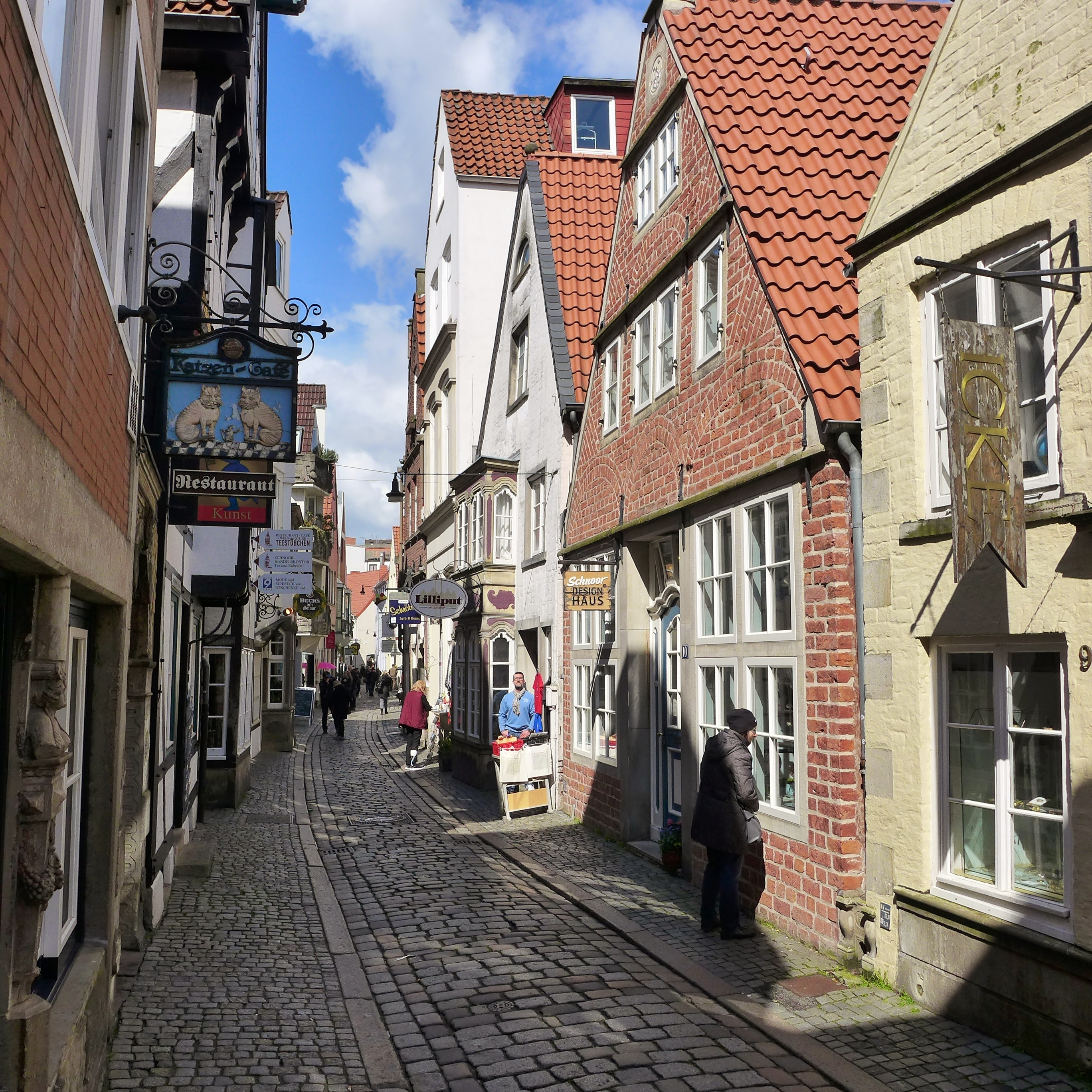
Schnoor 11, drittes Haus von rechts

Das Wohnhaus Schnoor 11 befindet sich in Bremen, Stadtteil Mitte im Schnoorviertel, Schnoor 11. Es entstand um 1660.

Das Gebäude steht seit 1917 unter Bremer Denkmalschutz.

## Geschichte
Die ursprüngliche Bevölkerung des Schnoors bestand überwiegend aus Flussfischern und Schiffern. In der Epoche des Klassizismus und des Historismus entstanden von um 1800 bis 1890 die meisten oft kleinen Gebäude. Im weiteren Verlauf wurde es zum Arme-Leute-Viertel, das in weiten Bereichen verfiel – vor allem nach dem Zweiten Weltkrieg.
1959 wurde von der Stadt ein Ortsstatut zum Schutz der erhaltenswerten Bausubstanz beschlossen. Die Häuser wurden dokumentiert und viele seit den 1970er Jahren unter Denkmalschutz gestellt. Ab den 1960er Jahren fanden mit Unterstützung der Stadt Sanierungen, Lückenschließungen und Umbauten im Schnoor statt.
Das zweigeschossige, verputzte Giebelhaus mit einem Satteldach und dem zweigeschossigen Erker wurde um 1660 in der Epoche des Renaissance gebaut. Um 1760 erhielt das Haus seine barocke Utlucht. Die Rückseite zeigt eine Fachwerkgliederung. Nach den Adressbüchern war hier 1856 ein Cigarrenmacher, 1860 ein Arbeitsmann und 1904 ein Schneidermeister wohnhaft. In den 1960/70er Jahren wurde das Haus saniert.

Heute (2018) wird das Haus durch einen Laden (Lilliput) und zum Wohnen genutzt.
Der niederdeutsche Straßenname Schnoor (Snoor) bedeutet Schnur: Hier stehen die Häuser wie an einer Schnur aufgereiht. Der Name kam aber durch das Schiffshandwerk und der Herstellung von Seilen und Taue (= Schnur). 